# Хотел Крагујевац (Београд)
Хотел Крагујевац налазио се у Карађорђевој улици број 19 у Београду, тачно поред Ђумрукане (Царинарнице) која је била на броју 17. 

## Историјат
Раније се на месту хотела Крагујевац налазио Нонин хан. Зграду је подигао кнез Милош још пре 1841. године на свом приватном имању. Ђумрукана је саграђена 1834. године. У згради поред Ђумрукане се налазио Конзулат, а касније Хотел Крагујевац. У тој згради је прво отворена кафана, а тек касније хотел. Кафана је отворена 1859. године. Зграда је пострадала у бомбардовању Београда 1944. године. После рата је срушена.

### Архитектура
Сама зграда је изграђена око 1840. године. Фасада је била без декорација. Зграда је имала подрум, приземље и спрат. Имала је дугачку уличну фасаду и два мања дворишна крила. Године 1908. имала је 18 хотелских соба. Хотел је и 1896. године и 1922. био категорисан као хотел другог реда.
Зграда припада типу балканско-оријенталне куће са делимичним западним утицајем као што је случај са Конаком књегиње Љубице и Конаком кнеза Милоша на Топчидеру. У приземљу је био већи број отвора који су били неправилно распоређени. На спрату је било 22 једнака прозора. Кров је био са благим нагибом и широком стрехом на три воде: према улици, дворишту и Ђумрикани. Оно што је било карактеристично за зграду је низ од осам димњака испод слемена крова према улици.
Дворишна фасада је имала исте одлике као и улична фасада. Главни колски пролаз је био покривен полуобличастим сводом, а дворишна врата према ходнику су се завршавала полукружним луком.

## Занимљивости
- Кнез Милош је подигао доста здања у Београду. Хотел Крагујевац се сматра мање значајном зградом у Београду. Поред ове зграде, мање значајне су и Двор Београдског народног суда у Савамали, зграда Београдског суда и још неке мање у Топчидеру.[2]
- Забележено је да је кафеџија код Крагујевца купио прву слику Ромеа и Јулије Шекспира 1859. године и окачио на зид главне сале.[1]